# Cerastium rivulariastrum
Cerastium rivulariastrum är en nejlikväxtart som beskrevs av Möschl och Troels Myndel Pedersen. Cerastium rivulariastrum ingår i släktet arvar, och familjen nejlikväxter. Inga underarter finns listade i Catalogue of Life.